# Kanton Tôtes
Der Kanton Tôtes war bis 2015 ein französischer Wahlkreis im Arrondissement Dieppe, im Département Seine-Maritime und in der Region Haute-Normandie; sein Hauptort war Tôtes. Vertreterin im Generalrat des Départements war zuletzt von 2002 bis 2015 Chantal Furon-Bataille (DVD). 
Der Kanton Tôtes war 181,23 km² groß und hatte (2006) 11.709 Einwohner, was einer Bevölkerungsdichte von 65 Einwohnern pro km² entsprach. Er lag im Mittel auf 134 Meter über dem Meeresspiegel, zwischen 69 m in Saint-Pierre-Bénouville und 176 m in Fresnay-le-Long. 

## Gemeinden
Der Kanton bestand aus 22 Gemeinden:
| Gemeinde                    | Einwohner Jahr | Fläche km² | Bevölkerungsdichte | Code INSEE | Postleitzahl |
| --------------------------- | -------------- | ---------- | ------------------ | ---------- | ------------ |
| Auffay                      | 1.885 (2013)   | –          | – Einw./km²        | 76034      | 76720        |
| Beauval-en-Caux             | 483 (2013)     | –          | – Einw./km²        | 76063      | 76890        |
| Belleville-en-Caux          | 672 (2013)     | –          | – Einw./km²        | 76072      | 76890        |
| Bertrimont                  | 228 (2013)     | –          | – Einw./km²        | 76086      | 76890        |
| Biville-la-Baignarde        | 649 (2013)     | –          | – Einw./km²        | 76096      | 76890        |
| Bracquetuit                 | 344 (2013)     | –          | – Einw./km²        | 76138      | 76850        |
| Calleville-les-Deux-Églises | 333 (2013)     | –          | – Einw./km²        | 76153      | 76890        |
| Étaimpuis                   | 743 (2013)     | –          | – Einw./km²        | 76249      | 76850        |
| La Fontelaye                | 35 (2013)      | –          | – Einw./km²        | 76274      | 76890        |
| Fresnay-le-Long             | 318 (2013)     | –          | – Einw./km²        | 76284      | 76850        |
| Gonneville-sur-Scie         | 445 (2013)     | –          | – Einw./km²        | 76308      | 76890        |
| Imbleville                  | 326 (2013)     | –          | – Einw./km²        | 76373      | 76890        |
| Montreuil-en-Caux           | 541 (2013)     | –          | – Einw./km²        | 76449      | 76850        |
| Saint-Denis-sur-Scie        | 629 (2013)     | –          | – Einw./km²        | 76574      | 76890        |
| Saint-Maclou-de-Folleville  | 640 (2013)     | –          | – Einw./km²        | 76602      | 76890        |
| Saint-Pierre-Bénouville     | 342 (2013)     | –          | – Einw./km²        | 76632      | 76890        |
| Saint-Vaast-du-Val          | 474 (2013)     | –          | – Einw./km²        | 76654      | 76890        |
| Saint-Victor-l’Abbaye       | 766 (2013)     | –          | – Einw./km²        | 76656      | 76890        |
| Tôtes                       | 1.508 (2013)   | –          | – Einw./km²        | 76700      | 76890        |
| Val-de-Saâne                | 1.465 (2013)   | –          | – Einw./km²        | 76018      | 76890        |
| Varneville-Bretteville      | 313 (2013)     | –          | – Einw./km²        | 76721      | 76890        |
| Vassonville                 | 424 (2013)     | –          | – Einw./km²        | 76723      | 76890        |

## Bevölkerungsentwicklung
| 1962  | 1968  | 1975  | 1982   | 1990   | 1999   | 2006   |
| ----- | ----- | ----- | ------ | ------ | ------ | ------ |
| 8.509 | 8.982 | 9.394 | 10.113 | 10.618 | 10.937 | 11.709 |